# Xoridesopus bicoloratus
Xoridesopus bicoloratus är en stekelart som beskrevs av Gupta 1983. Xoridesopus bicoloratus ingår i släktet Xoridesopus och familjen brokparasitsteklar. Inga underarter finns listade i Catalogue of Life.